# Stabna
Stabna este un sat din comuna Plužine, Muntenegru. Conform datelor de la recensământul din 2003, localitatea are 66 de locuitori (la recensământul din 1991 erau 91 de locuitori).

## Demografie
În satul Stabna locuiesc 56 de persoane adulte, iar vârsta medie a populației este de 45,0 de ani (41,8 la bărbați și 49,5 la femei). În localitate sunt 26 de gospodării, iar numărul mediu de membri în gospodărie este de 2,54.
Această localitate este populată majoritar de sârbi (conform recensământului din 2003).
|  |

| Demografie | Demografie | Demografie |
| An         | Locuitori  | Locuitori  |
| ---------- | ---------- | ---------- |
|            |            |            |
|            |            |            |
|            |            |            |
|            |            |            |
| 1948       | 201        |            |
| 1953       | 235        |            |
| 1961       | 270        |            |
| 1971       | 218        |            |
| 1981       | 157        |            |
| 1991       | 91         | 91         |
| 2003       | 67         | 66         |

| \| Componența etnică conform recensământului din 2003[2] \| Componența etnică conform recensământului din 2003[2] \| Componența etnică conform recensământului din 2003[2] \| Componența etnică conform recensământului din 2003[2] \| Componența etnică conform recensământului din 2003[2] \| \| ----------------------------------------------------- \| ----------------------------------------------------- \| ----------------------------------------------------- \| ----------------------------------------------------- \| ----------------------------------------------------- \| \| \| \| \| \| \| \| Sârbi \| Sârbi \| \| 55 \| 83,33% \| \| Muntenegreni \| Muntenegreni \| \| 11 \| 16,66% \| \| necunoscută \| necunoscută \| \| 0 \| 0% \| |              |  |    |        |
| Componența etnică conform recensământului din 2003 |              |  |    |        |
| |              |  |    |        |
| Sârbi | Sârbi        |  | 55 | 83,33% |
| Muntenegreni | Muntenegreni |  | 11 | 16,66% |
| necunoscută | necunoscută  |  | 0  | 0%     |